# Cymothoa pulchrum
Cymothoa pulchrum là một loài chân đều trong họ Cymothoidae. Loài này được Lanchester miêu tả khoa học năm 1902.